# Demaniella basili
Demaniella basili är en rundmaskart som beskrevs av Pillai och Taylor 1968. Demaniella basili ingår i släktet Demaniella och familjen Diplogasteridae. Inga underarter finns listade i Catalogue of Life.